# Ramón Encinas Dios
Ramón Encinas Dios, també conegut com a Moncho Encinas, (Pontevedra, 19 de maig de 1893 - Madrid, 21 de març de 1967) fou un futbolista i entrenador de futbol gallec.

## Trajectòria
Començà a practicar el futbol al Pontevedra Fútbol Club el 1907, als 14 anys. També va jugar al Closvin de Vigo, Eiriña de Pontevedra i Racing de Vigo, club aquest darrer amb el qual arribà a ser seleccionat per jugar amb la selecció espanyola els Jocs Olímpics d'Anvers de 1920, sense arribar a participar-hi. La temporada 1922-23 arriba a Catalunya, per jugar al FC Barcelona, bàsicament a l'equip reserva, arribant a participar en 16 partits amistosos amb el primer equip. El 1924 fou fitxat pel RCD Espanyol, però no jugà gaire.
Aviat inicià la seva brillant carrera a les banquetes, a diversos equips catalans, FC Tàrrega, Reus Deportiu, FC Palafrugell i UE Figueres. El 1925 marxa a Sevilla, contractat pel Sevilla FC, i el 1928 fou entrenador del Celta de Vigo. L'any 1929 fou nomenat entrenador de la selecció espanyola de futbol (càrrec compaginat amb el de seleccionador, que era per a José María Mateos i després Amadeo García de Salazar). Compaginà aquest càrrec amb el d'entrenador de club, al Deportivo Alavés i Sevilla FC, fins al Mundial de 1934 a Itàlia. Finalitzada la Guerra Civil, entrenà al València CF, Reial Madrid i novament al Sevilla FC. Els seus majors èxits els visqué a València i Sevilla, on fou campió de lliga i copa amb ambdós clubs.

## Palmarès
Entrenador
- Lliga espanyola:
  - 1941-42 (València), 1945-46 (Sevilla)
- Copa espanyola:
  - 1934-35 (Sevilla), 1940-41 (València)